# Leonid Pawlowitsch Schilnikow
Leonid Pawlowitsch Schilnikow (russisch Леонид Павлович Шильников, englische Transkription Leonid Pavlovich Shilnikov; * 17. Dezember 1934 in der Kotelnitsch-Kirow-Region; † 26. Dezember 2011) war ein russischer Mathematiker, der sich mit Dynamischen Systemen und Bifurkationstheorie befasste.
Er war Professor an der Staatlichen Universität Nischni Nowgorod und leitete dort ab 1984 die Abteilung Differentialgleichungen im Forschungsinstitut für Angewandte Mathematik und Kybernetik. Nach der Öffnung der Sowjetunion um 1990 besuchte er viele Universitäten im Westen (Deutschland, Belgien, USA, Italien, Israel, Frankreich). In Brüssel arbeitete er eng mit Ilya Prigogine.
Schilnikow stammte aus einer Arbeiterfamilie und studierte ab 1952 an der Staatlichen Universität Gorki (heute Nischni Nowgorod) mit dem Abschluss 1957 und der Promotion 1962 bei Juri Isaakowitsch Neimark. In seiner Dissertation studierte er höherdimensionale Fälle der ursprünglich von Alexander Alexandrowitsch Andronow (der in Gorki eine Schule des Studiums Dynamischer Systeme gründete) und Ewgenija Alexandrowna Leontowitsch (später Leontowitsch-Andronowa) in den 1930er Jahren studierten ebenen Bifurkationen. 1965 entdeckte er dabei auch einen später nach ihm benannten Weg der Chaosentstehung (Shilnikov Bifurkation).
2002 erhielt er den Humboldt-Forschungspreis. Er erhielt 1998 den Ljapunow-Preis der Russischen Akademie der Wissenschaften und 2005 den Lawrentjew Preis der Ukrainischen Akademie der Wissenschaften. 2002 war er Invited Speaker auf dem Internationalen Mathematikerkongress in Peking (Bifurcations and strange attractors).
Sein Sohn Andrei Schilnikow (Andrey Shilnikov) ist ebenfalls Mathematiker, der sich mit Dynamischen Systemen befasst.
Zu seinen Doktoranden zählen Valentin Afraimovich und D. Turaev.

## Schriften
- mit Wladimir Arnold, V. S. Afraimovich, Yu. S. Ilyashenko Bifurcation theory and catastrophe theory, in Arnold (Herausgeber) Dynamical Systems V, Encyclopedia of Mathematics, Springer Verlag 1994 (russisch 1986)
- mit D. V. Turaev, L. Chua Methods of qualitative theory in nonlinear dynamics, 2 Bände, World Scientific 1998, 2001